# Nikházy György
Nikházy György (17–18. század) abaúji alispán, kuruc ezereskapitány.
A családnév Nikházy és Mikházy alakban is előfordul.
Abaúj vármegyei református köznemesi család sarja, Nikházy István abaúji alispán és Kún Mária fia. (Atyját a Wesselényi-összeesküvésben való részvételéért 1671. november 6-án halálra ítélték, de a kivégzést nem hajtották végre: egy csehországi tömlöcben raboskodott valamikor 1672 után bekövetkezett haláláig.) Felesége uszfalvi Usz Erzsébet, a Thököly hívei által meggyilkolt Usz István és Barna Kata leánya volt.
A Rákóczi-szabadságharc kitörésekor valószínűleg Kassára húzódott, és csak 1704 végén csatlakozott a kurucokhoz, amikor ifj. gróf Barkóczy Ferenc lovasezredének alezredese lett.
1706. november végén, miután Barkóczy megvált az alakulattól, II. Rákóczi Ferenc ezredessé léptette elő Nikházyt. Nevét a korabeli kuruc hírlap, a Mercurius Veridicus is megőrizte egyik 1710. február 7-ei keltezésű cikkében, midőn utánpótlást szállított a szorongatott Lőcse városának. 1710–1711-ben Kassa őrségében szolgált, s a szatmári béketárgyalásokkal egy időben, a város 1711. április 26-ai kapitulációjakor hódolt meg a császáriaknak.
1712-ben Abaúj vármegye alispánja és követe a pozsonyi országgyűlésen, az 1715. évi LIX. tc. szerint az akkor felállított Rendszeres Bizottság (Systematica Commissio) tagja lett.